# 欣门语
欣门语(Ksing Mul, Puoc)是一种由越南和老挝的欣门族使用的南亚语系语言。

## 方言
艾杰瑞(2010: 144)引用邓严万 et al.(1972: 254 ff.)给出欣门语3种主要方言。臬欣门语是最保守的方言。
- 臬欣门：老挝华潘省相科县那臬村
- 夜欣门：越南山罗省安州县呈温社
- 铜欣门